# Dodger Point Fire Lookout
Le Dodger Point Fire Lookout est une tour de guet du comté de Clallam, dans l'État de Washington, dans le nord-ouest des États-Unis. Protégé au sein du parc national Olympique, il est inscrit au Registre national des lieux historiques depuis le 13 juillet 2007.